# Mola alexandrini
Mola alexandrini és una espècie de peix de la família dels mòlids i de l'ordre dels tetraodontiformes. És un peix marí i de clima temperat. Es troba a Austràlia, Nova Zelanda, Xile i Sud-àfrica. Els mascles poden assolir 300 cm de longitud total. És inofensiu per als humans.